# Mjøsa
Mjøsa est le plus grand lac de Norvège, ainsi que l'un des plus profonds du pays après l'Hornindalsvatnet, le Salvatnet et Tinnsjå. Il est situé dans la partie sud de la Norvège, à environ 100 km au nord d'Oslo, entre les deux comtés de Hedmark et d'Oppland. 
Son principal affluent est le Gudbrandsdalslågen et son émissaire est le Vorma.
La ville de Lillehammer se trouve au nord du lac, Hamar à l'est et Gjøvik à l'ouest.